# Claudja Barry
Claudja Barry (Jamaica, 1952) is een Canadees discozangeres, die o.a. bekend werd door de hit (Boogie Woogie) Dancin' Shoes (1979).

## Biografie
Claudja Barry verliet Jamaica reeds als klein kind, verhuisde met haar ouders naar Toronto en groeide daar ook op. Begin jaren 1970 verhuisde Barry naar Berlijn om mee te spelen in de musical Hair. In 1973 verscheen onder de iets gewijzigde naam Claudja Barrie haar eerste niet succesvolle single Hallelujah, Oh Yeah. Twee jaar later volgde Reggae Bump, die ook zonder succes was. Bovendien behoorde ze kort tot de vroege bezetting van Boney M. om diens debuutsingle Baby Do You Wanna Bump op het podium te presenteren. Barry mocht alleen dansen en de lippen bewegen voor playback. Omdat ze daardoor bij Boney M. geen toekomstmogelijkheden zag, verliet ze de groep al na zes maanden. Producent Jürgen S. Korduletsch nam derhalve Barry als soliste onder zijn hoede, maar ook privé werden beiden een koppel. Het eerste album Sweet Dynamite werd deels ingespeeld met dezelfde studiomuzikanten, die gelijktijdig werkten voor Boney M. en grotendeels ook voor Donna Summer en haar wereldcarrière steunden. Met de songs Sweet Dynamite (1977), Dancin' Fever en Johnny, Johnny Please Come Home (1978) kon Barry zich plaatsen in de top 10 van de Amerikaanse discohitlijsten. Haar grootste succes lukte haar uiteindelijk met (Boogie Woogie) Dancin' Shoes (1979, nummer 56), die ook in haar eerdere thuisland Canada (1979, nummer 7) nog meer aandacht kreeg en 23 weken bleef in de RPM 100-hitlijst. De single Boogie Tonight was gelijktijdig in de Canadese hitlijsten en plaatste zich twee maanden later op nummer 42. Nadat ze in 1978 al twee nominaties had gekregen, werd Barry in 1979 onderscheiden met de Juno Award als «Most Promising Female Vocalist of the Year», de Canadese tegenhanger van de Amerikaanse Grammy Award. (Boogie Woogie) Dancin' Shoes werd een jaar later ook als «Single of the Year» genomineerd. In totaal werd ze tot 1981 zes keer genomineerd voor de Juno Award. Ondanks deze waardering lukte het Barry niet om door te breken in de mainstream en haar successen beperkten zich voornamelijk tot disco- en dance-hitlijsten.
Er volgden kleinere hits zoals Down by the Water (1979, nummer 19 in Oostenrijk), You Make Me Feel the Fire (1980), Radio Action (1981) en het duet The Two of Us (1982) met Ronnie Jones. Met I Will Follow Him / Work Me Over (1982) stond Barry later in de top 5 van de discohitlijsten. Na de minder succesvolle lp Made in Hongkong (1981) bracht de zangeres tot 1987 slechts nog singles uit, waaronder het succesvolle duet Whisper to a Scream met Bobby O, dat in 1985 ook te horen was in de film A Nightmare on Elm Street Part 2: Freddy's Revenge. De single Down and Counting was in 1986 Barry's enige nummer 1-hit in de Amerikaanse dancehitlijsten. Later werd het nummer ook gebruikt op de lp I, Claudja. Bovendien liet de zangeres zich in 1983 erotisch fotograferen voor de Duitse Playboy. Als 'Wereldster Claudja Barry' op de titelpagina aangekondigd, werd een van de opnamen een jaar later gebruikt voor de cover van de single Trippin' on the Moon. Twee jaar later had ze naast Mario van Peebles een kort optreden in de bioscoopfilm Rappin'.
Tijdens de jaren 1990 was Barry o.a. gevraagd als gastzangeres. Begin 1991 plaatste Barry zich met het project S.I.N. en de single Good Time in de Amerikaanse dance-top 10, waarna een samenwerking volgde met Thomas Kukula (General Base). Het eurodance-nummer Poison plaatste zich in Duitsland (nummer 41) en is daar haar eerste klassering in de hitlijst überhaupt, ofschoon ze hier al sinds de jaren 1970 platen produceerde. Het album Disco 'round the Christmas Tree werd daarentegen nauwelijks opgemerkt. Tegen het einde van het millennium kreeg Barry weer nieuwe aandacht. Montell Jordan sampelde haar song Love for the Sake of Love (1976) voor zijn hit Get It on Tonite uit 1999. Ook Da Brat feat. Tyrese gebruikten het markant gearrangeerde nummer een jaar later voor hun What 'Chu Like. In 2006 lukte Barry een verrassende comeback met I Will Stand, dat de zangeres weer terugbracht in de dancehitlijsten. 
In 2013 presenteerde Barry haar eerste documentatie, die haar thematisch terugleidde naar haar geboorteland: Losing Paradise and Music wedijverde met het dancehall-genre en zijn (negatieve) invloed op de Jamaicaanse maatschappij.

## Discografie

### Albums
- 1976: Sweet Dynamite
- 1977: Claudja / The Girl Most Likely (bijna identieke songs)
- 1978: I Wanna Be Loved by You (USA: Boogie Woogie Dancin' Shoes)
- 1979: Feel the Fire
- 1981: Made in Hongkong
- 1987: I, Claudja
- 1995: Disco 'round the Christmas Tree

### Compilaties
- 1980: Disco Mixes
- 1980: Profile
- 1991: The Best of Claudja Barry
- 19??: Claudja Barry Is Sweet Dynamite: The Best Disco In Town

- Bibliothèque nationale de France: cb13971826q (data)
- Gemeinsame Normdatei: 134321863
- International Standard Name Identifier: 0000 0000 7363 8700
- Library of Congress Control Number: n92119419
- MusicBrainz: 415ff50e-9f79-4868-9e54-1217e9ec752f
- Nationale Bibliotheek van Polen: a0000002683486
- Virtual International Authority File: 5125525
- WorldCat: E39PBJwXbrmbymyHHhQBkHqRKd